# Tomaspis gloriosa
Tomaspis gloriosa är en insektsart som beskrevs av Jacobi 1908. Tomaspis gloriosa ingår i släktet Tomaspis och familjen spottstritar. Inga underarter finns listade i Catalogue of Life.